# Kodagavalli, Holalkere
Kodagavalli là một làng thuộc tehsil Holalkere, huyện Chitradurga, bang Karnataka, Ấn Độ.